# 우고카메다역
우고카메다역(일본어: 羽後亀田駅, うごかめだえき)은 일본 아키타현 유리혼조시에 위치한 동일본 여객철도 우에쓰 본선의 철도역이다. 단선 · 섬식의 형태를 합친 2면 3선의 구조를 갖춘 지상역이다.

## 타는 곳
| 1 | ■ 우에쓰 본선 | (대피선) | (대피선)               |
| 2 | ■ 우에쓰 본선 | 하행     | 아라야 · 아키타 방면   |
| 3 | ■ 우에쓰 본선 | 상행     | 우고혼조 · 사카타 방면 |

## 이용 현황
| 연도     | 1일 평균 | 연도     | 1일 평균 |
| 2000년도 | 217      | 2008년도 | 109      |
| 2001년도 | 202      | 2009년도 | 106      |
| 2002년도 | 202      | 2010년도 | 108      |
| 2003년도 | 192      | 2011년도 | 98       |
| 2004년도 | 179      | 2012년도 | 91       |
| 2005년도 | 151      | 2013년도 | 89       |
| 2006년도 | 136      | 2014년도 | 70       |
| 2007년도 | 125      |          |          |
| -------- | -------- | -------- | -------- |

## 역 주변
- 유리혼조 시청 가메다 출장소

## 인접 역
| 동일본 여객철도 우에쓰 본선 | 동일본 여객철도 우에쓰 본선 | 동일본 여객철도 우에쓰 본선 |
| --------------------------- | --------------------------- | --------------------------- |
| 우고이와야 우고혼조 방면    | □ 쾌속 '이나호'             | 아키타 아키타 방면          |
| 오리와타리 니쓰 방면        | ■ 보통                      | 이와키미나토 아키타 방면    |